# 近江源氏先陣館
『近江源氏先陣館』（おうみげんじせんじんやかた）は、全九段の人形浄瑠璃として近松半二らによって書かれ、直後に歌舞伎にもなった演目。

## 概要
八段目は「盛綱陣屋」と呼ばれ、近年でも歌舞伎で頻繁に上演されている。佐々木盛綱、高綱兄弟が北条氏と源氏に仕えて敵味方となる物語の設定で、討ち死にした弟高綱の首の真贋の確認の場面（首実検）とそれに続く物語が人気である。
1953年（昭和28年）11月10日に行われた天覧歌舞伎（歌舞伎座に昭和天皇、香淳皇后が行幸啓）の演目の一つになった。